# Àditon

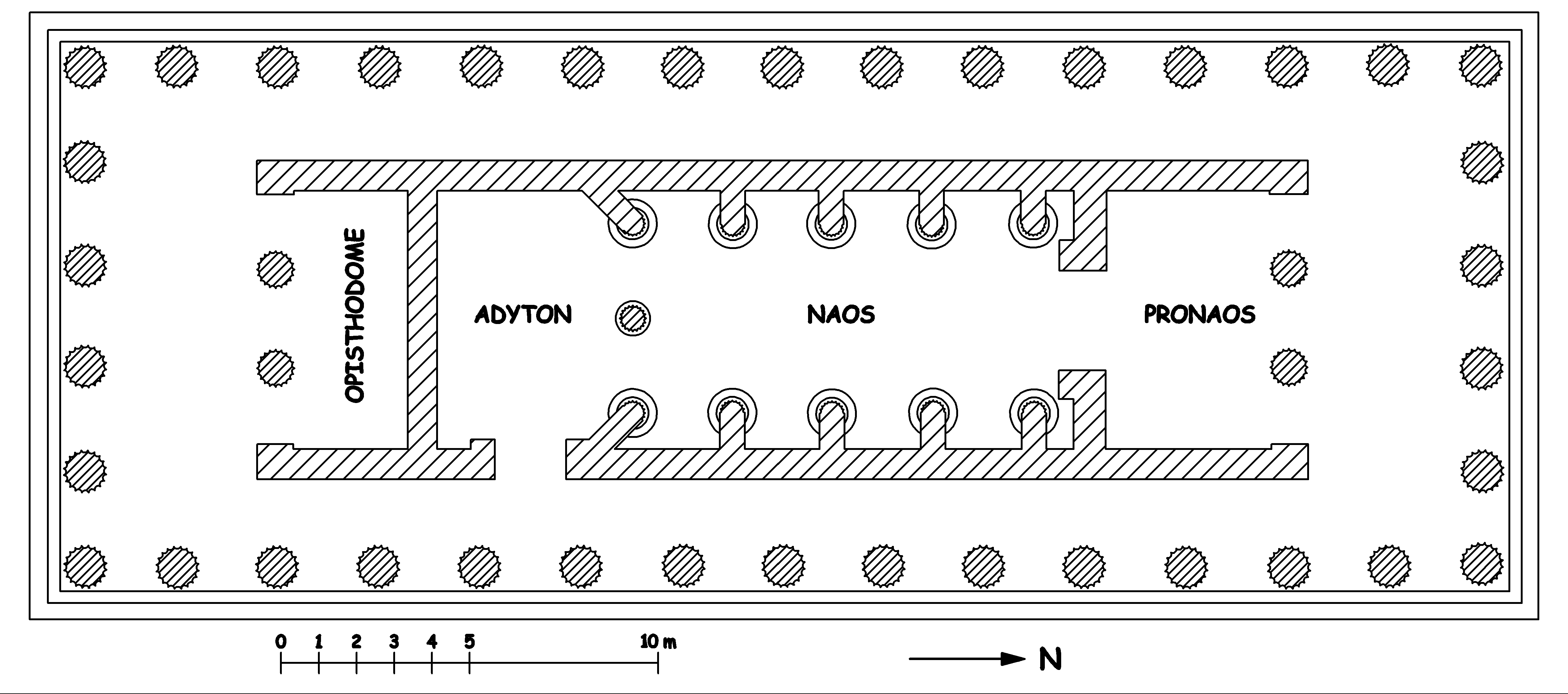
Exemple d'àditon del temple d'Apol·lo de Figalia.

L'àditon (grec τὸ ἄδυτον, literalment «lloc en el qual no es pot entrar») és un terme d'arquitectura que designa en un temple de l'antiga Grècia a un espai reservat per a certes funcions, la majoria religioses. Es tracta d'una habitació o bé darrere del naos, o bé enquadrada al mateix naos, on només podien accedir els sacerdots. L'àditon podia ser també subterrani (es parlarà llavors de cripta) o en canvi realçat sobre un podi.